# Усова, Антонина Васильевна
Антони́на Васи́льевна Усо́ва (4 августа 1921, с. Карлыханово, Башкирская АССР — 8 августа 2014, Челябинск) — советский и российский учёный в области теории и методики обучения физике, действительный член РАО (1995, отделение общего среднего образования), доктор педагогических наук (1970), профессор (1973).

## Биография
С 1951 года работала в Челябинском государственном педагогическом университете на кафедре теории и методики обучения физике. С 1973 по 2006 год — заведующая этой кафедрой.
Под руководством А. В. Усовой к настоящему времени выпущено более 1000 учителей физики, защищено более 90 кандидатских и более 20 докторских диссертаций.

### Семья
- мать Мария Сергеевна — учитель начальных классов, заведующая начальной школой
- отец Василий Иосифович — бухгалтер
- дочь Галина Алексеевна — доктор психологических наук, профессор, действительный член РАО, ректор Черноморской гуманитарной академии
- зять Михаил Николаевич Берулава — доктор педагогических наук, профессор, действительный член РАО (отделение профессионального образования), ректор Университета РАО
- сын Виктор Алексеевич — подполковник МВД
- невестка Надежда Александровна — кандидат философских наук, директор издательства
- старший внук — кандидат педагогических наук

## Награды
- Медаль «За трудовую доблесть» (1966)
- Медаль «В ознаменование 100-летия со дня рождения Владимира Ильича Ленина» (1970)
- Орден Ленина (1971)
- Медаль «За доблестный труд в Великой Отечественной войне 1941—1945 гг.» (1974)
- Медаль Н. К. Крупской (1974)
- Заслуженный деятель науки Российской Федерации (6 апреля 1992) — за заслуги в научно-педагогической деятельности
- Медаль К. Д. Ушинского (1999)
- Медаль ордена «За заслуги перед Отечеством» II степени
- Знак отличия «За заслуги перед Челябинской областью» (2006)
- Лауреат премии «Признание» (2008) — за вклад в развитие образования